# Habrocestum ibericum
Habrocestum ibericum là một loài nhện trong họ Salticidae.
Loài này thuộc chi Habrocestum. Habrocestum ibericum được Raymond Comte de Dalmas miêu tả năm 1920.